# Alen Šket
Alen Šket, slovenski odbojkar, * 28. marec 1988, Celje.

## Kariera

### Klubska kariera
Alen Šket je svojo profesionalno odbojkarsko pot začel v Mariboru, kjer je igral v 1. slovenski ligi. Po dveh letih igranja v Mariboru se je preselil k Ach Volley-u, s katerim je osvojil 5 naslovov državnega prvaka, 5 naslovov pokalnega prvaka in 3 naslove v srednjeevropski ligi MEVZA. 
V sezoni 2013-14 je igral v Italijanskem prvenstvu za klub iz Modene. Tudi naslednjo sezono je ostal v italiji in podpisal za Molfetto, V Italiji je ostal vse do konca sezone 2015-16, ko je nosil dres Top Volley Latine.
V sezoni 2016-17 se je preselil v Turčijo, kjer je igral v prvi Turški ligi za Fenerbahçe, s katerimi je osvojil Turški pokal in leta 2017 tudi superpokal. Tudi v naslednji sezoni 2018-19 je ostal v Turčiji, kjer je podpisal za Halkbank, in osvojil še en superpokal.
Po Turčiji je odšel na Poljsko kjer je nosil dres kluba Czarni Radom v prvi Poljski ligi.

### Reprezentančna kariera
Alen Šket je leta 2006 prejel klic v Slovensko člansko reprezentanco. 
Prvo odličje je z reprezentanco osvojil na sredozemskih igrah leta 2009 v Pescari, sledil je bron v evropski ligi (2011), prvo zmago pa so Slovenci zabeležili leta 2015 v evropski ligi. 
Leta 2015 so naši odbojkarji pod vodstvom Andree Gianija osvojili srebrno medaljo na evropskem prvenstvu leta 2015  v Bolgariji in Italiji, Šket pa je reprezentanco prišel tudi v svetovno ligo in se s soigralci že leta 2016 veselil zlate medalje ter uvrstitve v drugo kakovostno skupino. V njej je naša izbrana vrsta slavila že v naslednji sezoni ter si priigrala uvrstitev v prvi kakovostni razred, a je mednarodna zveza (FIVB) tekmovanje ukinila in ustanovila Volleyball Nations League (VNL), v kateri Slovenija ni dobila mesta. Leta 2018 so naši odbojkarji prvič nastopili na svetovnem prvenstvu in osvojili 12. mesto, leta 2019 pa so se skozi pokal Challenger uvrstili v VNL, med odbojkarsko elito.
Leto 2019 je prineslo tudi nov izjemen uspeh, srebrno odličje na domačem evropskem prvenstvu, ki ga je Slovenija gostila skupaj s Francijo, Belgijo in Nizozemsko. 